# 图帕克·阿马鲁革命运动

图帕克·阿马鲁革命运动旗帜

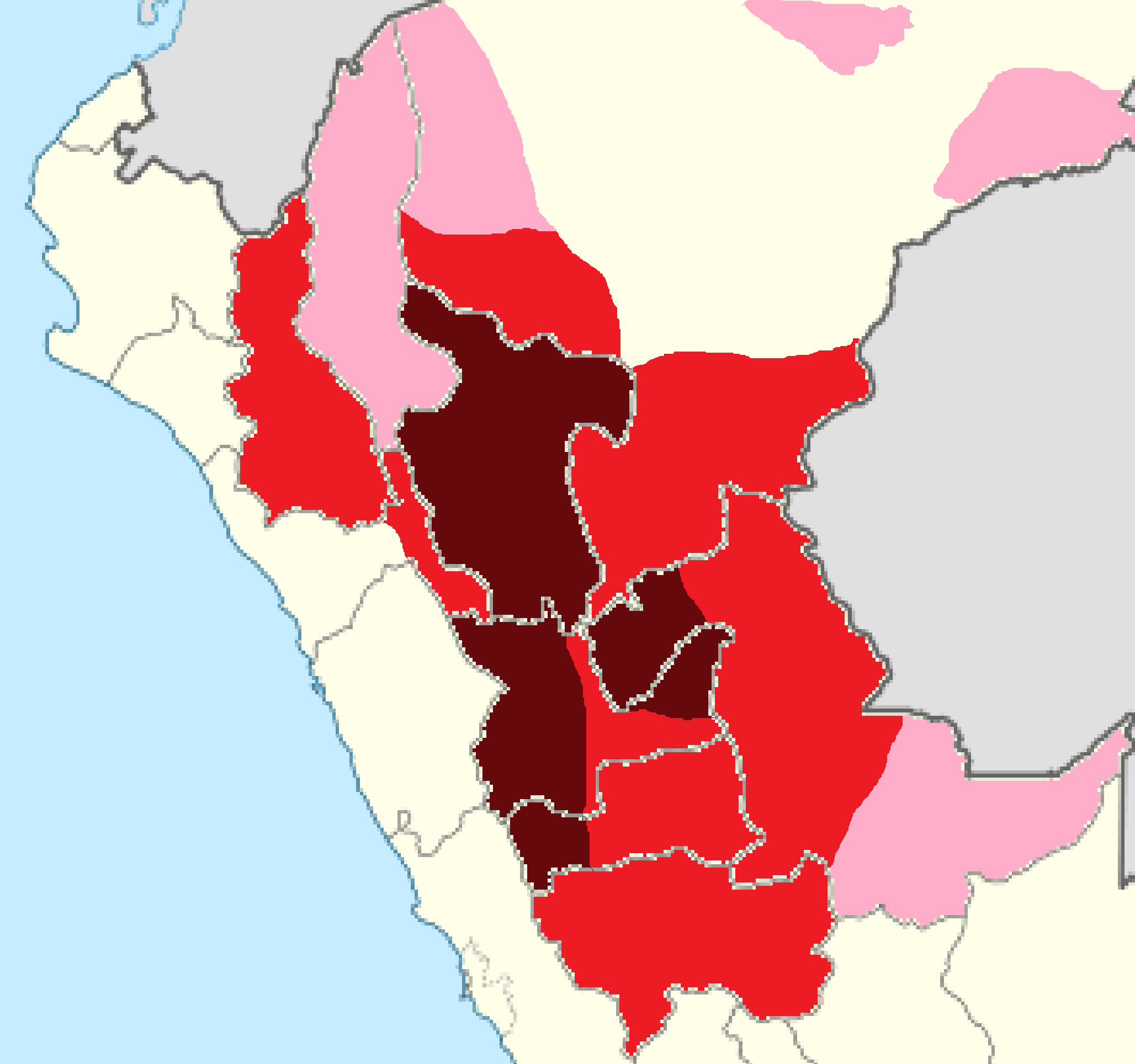
图帕克·阿马鲁革命运动的活动范围

图帕克·阿马鲁革命运动（西班牙語：Movimiento Revolucionario Túpac Amaru，缩写为MRTA）是秘鲁历史上的一支马克思列宁主义游击队，成立于1982年。该组织宣称要向那些通过现行体制寻求变革的秘鲁左翼团体展示激进革命的可行性。该组织还提供了对于另一个激进反政府组织“光辉道路”的替代方案，这使得两者处于直接竞争关系中。该组织最初由维克多·波莱领导，直到他在1992年被判处32年监禁；后来，该组织由内斯托尔·塞尔帕·卡托里尼（化名“埃瓦里斯托同志”）领导，直至他在1997年去世。
1996年12月，该组织的14名武装分子占领日本驻秘鲁大使的官邸，扣押72名人质长达4个多月，引发日本驻秘鲁大使馆人质危机；在秘鲁总统阿尔韦托·藤森的命令下，秘鲁武装部队于1997年4月突袭官邸，救出除1人以外的所有人质，并杀死所有武装分子。这次事件结束后，该组织事实上解散。
该组织以18世纪的起义领袖图帕克·阿马鲁二世命名，以向他致敬，图帕克·阿马鲁二世自称是新印加王国最后一任萨帕·印卡图帕克·阿马鲁的后代。该组织被秘鲁政府、美国国务院和欧洲议会认定为恐怖组织，但在2001年10月8日被美国国务院从外国恐怖组织名单中移除。
该组织鼎盛时，拥有数百名活跃成员。该组织的公开目标是在秘鲁建立一个社会主义国家，并清除国内的所有帝国主义势力。